# 中油 (加利福尼亞州)
中油（英語：Midoil）是位於美國加利福尼亞州克恩縣的一個非建制地區。該地的面積和人口皆未知。

## 地理
中油的座標為35°09′40″N 119°31′21″W / 35.16111°N 119.52250°W，而該地的平均海拔高度為408米（即1339英尺）。